# Vanderbilt Cup 1937
Vanderbilt Cup 1937 je bila trinajsta neprvenstvena dirka za Veliko nagrado v sezoni 1937. Odvijala se je 5. julija 1937 na ameriškem dirkališču Roosevelt Field po tem, kot je bila za dva dni prestavljena zaradi dežja. To je bila zadnja dirka Vanderbilt Cup.

## Poročilo

### Pred dirko
Moštva Auto Union, Mercedes-Benz in Scuderia Ferrari so se udeležila dirke na zagotovilo organozatorjev o prestavitvi dirke iz 4. na 3. julij. S tem bi imela moštva dovolj časa, da se lahko tudi v primeru daljše dirke zaradi dežja pravočasno vkrcajo na ladjo za domov. Ker je v istem času potekala tudi prva prvenstvena dirka sezone za Veliko nagrado Belgije, so bila moštva razdeljena na dva dela, po dva dirkača sta se udeležila vsake od dirk. Nemški moštvi sta se za pot na dirko vkrcali na ladjo SS Bremen, Ferrarijevo moštvo pa na ladjo SS Normandie. Na ladji je Tazio Nuvolari, ki je bil pred kratkim izgubil očeta, izvedel, da je umrl tudi njegov starejši sin Giorgio. 
Steza je bila glede na lansko nekoliko hitrejša. Evropsko dirkači je niso preveč marali, ker je bilo zaradi skritih robnikov težje najti točke zaviranja. Zaradi neznanega razloga so organizatorji prosili nemški moštvi naj na svoje dirkalnike narišejo svastike. Štartna vrsta je bila določena na podlagi povprečne hitrosti desetih krogov, vsak dirkač je imel tri poskuse. Najboljši štartni položaj je osvojil Rudolf Caracciola, drugo štartno mesto Bernd Rosemeyer, tretje pa Kaliforničan Rex May z dirkalnikom Alfa Romeo 8C-35, ki ga je Scuderia Ferrari uporabljala kot rezervni dirkalnik na lanski dirki. Na presenečenje Ferrarijevega moštva je bil May z od lani močno izboljšanim dirkalnikom hitrejši od vseh Ferrarijevih dirkačev z novejšim dirkalnikom Alfa Romeo 12C-36. Pred dirko se je v moštvu Mercedes-Benza odločili na vseh dirkalnikih uporabiti nov uplinjač, da bi bil motor bolj odziven pri srednje visokih obratih. Tako Mercedesovi dirkalniki niso več proizvajali do tedaj značilnega piskajočega zvoka motorjev. Za zmagovalca dirke je bila razpisana nagrada 20.000 $, za drugouvrščenega 10.000 $, za tretjeuvrščenega 5.000 $, do desetega mesta 3.500 $, 3.000 $, 2.200 $, 1.800 $, 1.600 $, 1.500 $ in 1.400 $. Med ostale pa se je razdelila tolažilna nagrada v skupni vrednosti 10.000 $.

### Dirka
V soboto, 3. julija so se dirklaniki že postavili na štartno vrsto, ko je začelo deževati. Dirka je bila takoj prestavljena na ponedeljek, ko je ob drugi uri popoldne pred 80.000 gledalci znak za štart dirke dal znani nekdanji dirkač Ralph DePalma. Rosemeyer je še ltakoj po štartu v levo in povedel pred prvem ovinkom, sledila sta mu Caracciola in Mays, nato pa še Nuvolari, Richard Seaman in Giuseppe Farina. V drugem krogu je Seaman napredoval na četrto mesto, krog kasneje pa je Caracciola prevzel vodstvo in naredil razliko šestih sekund. Domači dirkač Billy Winn je prehitel tako Farino, kot tudi Nuvolarija in je napadal že Seamana, toda nato je zaostal zaradi težav z dirkalnikom. V enajstem krogu je vodstvo ponovno prevzel Rosemeyer, ob tesnem dvoboju s Caracciolo pa sta bežala ostalim. Mays je bil še vedno tretji, Nuvolari pa je za četrto mesto prehitel Seaman, toda v šestnajstem je moral italijanski dirkač odstopiti zaradi okvare pogonske gredi. Le krog kasneje je zaradi okvare motorja odstopil tudi Caracciola in Rosemayerju je bila s tem močno olajšana pot do zmage. Seaman se je prebil na drugo mesto, Mays je bil treji, nato pa še Ernst von Delius in Farina. 
V osemintridesetem krogu je Rosemeyer opravil postanek v boksih za menjavo pnevmatik in dolivanje goriva, ki je trajal petintrideset sekund, s tem je vodstvo s prednostjo tridesetih sekund prevzel Seaman. V boksih je bil tudi Mays, katerega postanek je trajal oseminsedemdeset sekund, Farina pa je ob postanku v štiridesetem krogu dirkalnik predal Nuvolariju. Rosemeyer je ujel Seamana ravno, ko je ta v šestinštiridesetem krogu zapeljal na postanek v boksih. Po postankih je ponovno vodil Rosemeyer, sledili so mu Seaman, Mays, von Delius, Nuvolari in Ted Horn. Nuvolari je prehitel von Delius in Maysa, toda v petdesetem krogu je zaradi okvarjenega motorja zapeljal v bokse in dirkalnik predal nazaj Farini, ki je dirkalnik, kljub dodatnem postanku v sedemdesetem krogu, pripeljal na peto mesto. V zadnjih krogih dirke se je Seaman hitro približeval vodilnemu Rosemeyerju, toda zmanjkalo mu je goriva in v predzadnjem krogu je moral na dodaten postanek v bokse. Rosemeyer je tako zmagal s prednostjo petdesetih sekund pred Seamanom, Mays je ostal tretji, von Delius pa četrti. 

### Po dirki
Po tem, ko je bil Rosemeyer za zmago na dirki Eifelrennen v lanski sezoni 1936 povišan v prvega poročnika SS (SS-Obersturmführer), je bil za to zmago povišan stotnika SS (SS-Hauptsturmführer). 

## Rezultati

### Dirka
| Poz | Št | Dirkač                         | Moštvo           | Dirkalnik          | Krogi | Čas/Odstop      | Št. m. |
| --- | -- | ------------------------------ | ---------------- | ------------------ | ----- | --------------- | ------ |
| 1   | 4  | Bernd Rosemeyer                | Auto Union       | Auto Union C       | 90    | 3:38:00,75      | 2      |
| 2   | 15 | Dick Seaman                    | Daimler-Benz AG  | Mercedes-Benz W25K | 90    | + 51,03 s       | 6      |
| 3   | 14 | Rex Mays                       | Privatnik        | Alfa Romeo 8C-35   | 90    | + 6:35,07       | 1      |
| 4   | 9  | Ernst von Delius               | Auto Union       | Auto Union C       | 90    | + 10:08,75      | 8      |
| 5   | 10 | Giuseppe Farina Tazio Nuvolari | Scuderia Ferrari | Alfa Romeo 12C-36  | 90    | + 13:29,00      | 4      |
| 6   | 22 | Joel Thorne                    | Privatnik        | Alfa Romeo P3      | 90    | + 21:55,35      | 13     |
| 7   | 72 | Russ Snowberger                | Privatnik        | Miller             | 90    | + 24:53,55      | 19     |
| 8   | 45 | Wilbur Shaw                    | Privatnik        | Maserati V8RI      | 90    | + 25:46,65      | 22     |
| 9   | 18 | Bill Cummings                  | Privatnik        | Miller             | 90    | + 26:02,67      | 16     |
| 10  | 54 | Herb Ardinger                  | Privatnik        | Ford-Miller        | 90    | + 39:17,68      | 30     |
| 11  | 33 | Frank Wearne                   | Privatnik        | Miller             | 90    | + 41:18,67      | 17     |
| 12  | 31 | Chester Gardner                | Privatnik        | Miller             | 90    | + 43:59,62      | 23     |
| 13  | 24 | Frank Brisko                   | Privatnik        | Miller             | 87    | +3 krogi        | 24     |
| 14  | 65 | Milt Marion                    | Privatnik        | Miller             | 78    | +12 krogov      | 25     |
| Ods | 1  | Mauri Rose                     | Privatnik        | Maserati           | 85    |                 | 18     |
| Ods | 16 | Eugen Bjørnstad                | Privatnik        | Alfa Romeo Monza   | 60    | Prenos          | 20     |
| Ods | 3  | Ted Horn                       | Privatnik        | Miller             | 59    | Prenos          | 7      |
| Ods | 17 | George Connor                  | Privatnik        | Miller             | 55    | Prenos          | 10     |
| Ods | 67 | Ora Bean                       | Privatnik        | Ambler             | 42    | Kolo            | 27     |
| Ods | 2  | Jimmy Snyder                   | Privatnik        | Boyle              | 39    | Menjalnik       | 14     |
| Ods | 25 | Kelly Petillo                  | Privatnik        | Offenhauser        | 39    | Motor           | 15     |
| Ods | 19 | Harry Lewis                    | Privatnik        | Debaets            | 25    | Motor           | 28     |
| Ods | 49 | Henry Banks                    | Privatnik        | Jumire             | 24    | Zadnja os       | 21     |
| Ods | 12 | Rudolf Caracciola              | Daimler-Benz AG  | Mercedes-Benz W25K | 17    | Motor           | 3      |
| Ods | 5  | Tazio Nuvolari                 | Scuderia Ferrari | Alfa Romeo 12C-36  | 16    | Pogonska gred   | 5      |
| Ods | 27 | Albert Cusick                  | Privatnik        | Schumacher         | 11    |                 | 29     |
| Ods | 7  | Billy Winn                     | Privatnik        | Miller             | 8     | Prenos          | 9      |
| Ods | 44 | Ronnie Householder             | Privatnik        | Miller             | 8     | Črpalka za olje | 12     |
| Ods | 21 | Babe Stapp                     | Privatnik        | Maserati           | 8     | Motor           | 11     |
| Ods | 66 | Gus Zarka                      | Privatnik        | Ambler             | 2     |                 | 26     |
| DNS | 45 | Enzo Fiermonte                 | Privatnik        | Maserati V8RI      |       |                 |        |
| DNQ | 63 | Benny Bradfon                  | Privatnik        | Ambler             |       |                 |        |
| DNA | 8  | Deacon Litz                    | Malmacaan Team   | Maserati V8RI      |       |                 |        |
| DNA | 28 | Bob Swanson                    | Privatnik        | Bugatti            |       |                 |        |
| DNA | 34 | Shorty Cantlon                 | Privatnik        | Miller             |       |                 |        |
| DNA | 42 | Wern Oldenduff                 | Privatnik        | Alfa Romeo         |       |                 |        |
| DNA | 43 | Lucky Teeter                   | Privatnik        | Fowler             |       |                 |        |
| DNA | 46 | Moretti                        | Privatnik        | Williams           |       |                 |        |